# Joseph Guinard (homme politique, 1799-1874)
Pour les articles homonymes, voir Joseph Guinard et Guinard.
Joseph-Auguste Guinard est un homme politique français né le 29 septembre 1799 à Paris et mort le 6 juin 1874 à Villepreux.

## Biographie
Fils de Joseph Guinard, député au Conseil des Cinq-Cents puis membre du Tribunat, Joseph Guinard fut envoyé au collège Sainte-Barbe où il se lia avec Godefroy Cavaignac. Une fois ses études terminées, et fort jeune encore, il se lança activement dans la politique. Ardent républicain, il s'affilia à la charbonnerie, prit part aux complots de Nantes, Belfort, Saumur, participa à la fondation du National et, lors des Trois Glorieuses, courut sur les barricades.
Opposant à la monarchie de Juillet, principalement dans les rangs de l'artillerie de la garde nationale, où il avait le grade de capitaine, et dont faisait partie, avec lui, nombre de républicains, membre de la Société des Droits de l'Homme, il fut poursuivi à plusieurs reprises pour avoir participé à divers complots. Impliqué dans le procès retentissant dit des accusés d'avril, il fut condamné à la déportation. Il parvint à s'échapper de la prison Sainte-Pélagie le 15 juillet 1835 et gagna l'Angleterre.
Après treize ans d'exil, il revint à Paris en février 1848, à temps pour s'emparer, avec des gardes nationaux, de la caserne des Minimes et pour se rendre à l'Hôtel de ville à la tête de la 8e légion, qui fut une des premières à acclamer la République. Le gouvernement provisoire le nomma adjoint au maire de Paris. Il remplit cette fonction quelque temps, refusa celle de préfet de police, et fut chef d'état-major de la garde nationale et président du comité des récompenses nationales, dont il avait déjà fait partie en 1830.
Lors des élections à l'Assemblée constituante le 23 avril 1848, il fut élu représentant de la Seine. Il siégea à gauche, n'eut qu'un rôle parlementaire effacé, et vota contre le rétablissement du cautionnement, contre les poursuites contre Louis Blanc et Caussidière, contre le rétablissement de la contrainte par corps, pour l'abolition de la peine de mort, pour l'amendement Grévy, pour le droit au travail, pour l'ordre du jour en l'honneur du général Cavaignac, pour la suppression de l'impôt du sel, pour la proposition Rateau, pour l'amnistie, contre les crédits de l'expédition de Rome, pour la mise en accusation du président de la République et de ses ministres.
Lié avec le général Cavaignac, dont il avait connu intimement le frère, Godefroy, il subit son influence pendant les journées de juin et se détermina, non sans hésitation, à combattre l'insurrection comme colonel de la garde nationale. À cette occasion, il fut assez grièvement blessé.
Non réélu à l'Assemblée législative, Guinard ne se désintéressa pas de la politique et, lorsque, le 13 juin 1849, Ledru-Rollin en appela au peuple en déclarant la Constitution violée et se rendit au Conservatoire des Arts et Métiers, Guinard, entraînant une centaine d'artilleurs de la garde nationale, fit cause commune avec le chef de la Montagne et n'essaya pas de s'échapper lorsque les bâtiments furent envahis par la troupe.
Son nom fut porté sur les listes républicaines aux élections complémentaires du 8 juillet suivant, mais il ne fut pas élu. Peu après, traduit devant la Haute Cour de Versailles, il refusa de se défendre et fut condamné à la déportation perpétuelle. Détenu successivement à Doullens et à Belle-Île-en-Mer, il fut rendu à la liberté en 1854 et vécut dès lors dans la retraite.